# Samostan Smolni
Samostan Smolni ali Samostan vstajenja Smolni (Voskresensky), ki se nahaja na Rastrellijevi ploščadi, na bregu reke Neve v Sankt Peterburgu, Rusija, je sestavljen iz velike cerkve (sobor) in kompleksa stavb, ki jo obdajajo, prvotno namenjene samostanu.

## Zgodovina
Ta ruski pravoslavni samostan je bil zgrajen za nastanitev Elizabete, hčere Petra Velikega. Potem ko ji je onemogočil nasledstvo na prestolu, se je odločila za redovništvo. Vendar je bil njen carski predhodnik Ivan VI. med državnim udarom (ki so ga leta 1741 izvedli kraljevi stražarji) strmoglavljen. Elizabeta se je odločila proti vstopu v samostansko življenje in sprejela ponudbo ruskega prestola. Delo na samostanu se je nadaljevalo z njenim pokroviteljstvom. 
Glavna samostanska cerkev (Katolikon ali sobor), modro-bela stavba, velja za eno arhitekturnih mojstrovin italijanskega arhitekta Francesca Bartolomea Rastrellija, ki je preoblikoval tudi Zimski dvorec in ustvaril Katarinino palačo (Jekaterininski) ) v Carskem selu v Puškinu, Veliko palačo v Petergofu in številne druge pomembnejše znamenitostih Sankt Peterburga.
Cerkev je osrednji del samostana, ki jo je zgradil Rastrelli med letoma 1748 in 1764. Projektirani zvonik naj bi postal najvišja stavba v Sankt Peterburgu in takrat celotni Rusiji. Elizabetina smrt leta 1762 je Rastrelliju preprečila dokončanje tega velikega projekta.
Ko je Katarina II. prevzela prestol, je bilo ugotovljeno, da nova carica ne podpira baročnega sloga, finančnih sredstev, ki so zagotavljala gradnjo samostana, pa je hitro zmanjkalo. Rastrelli ni mogel zgraditi velikega zvonika, ki ga je načrtoval in ni mogel dokončati notranjosti cerkve. Stavbo je leta 1835 končal Vasilij Stasov z dodatkom neoklasicistične notranjosti, ki je ustrezala takrat spremenjenemu arhitekturnemu okusu. Cerkev je bila posvečena 22. julija 1835; njen glavni oltar je bil posvečen Vstajenju, dva stranska oltarja pa sveti Mariji Magdaleni in pravični Elizabeti.
Cerkev so sovjetske oblasti zaprle leta 1923. Bila je oropana in propadata do leta 1982, ko je postala koncertna dvorana.
V nekaterih stavbah, ki obkrožajo cerkev, so fakultete za sociologijo, politologijo in mednarodne odnose Sankt Peterburške državne univerze.
Aprila 2015 je bila cerkev Smolni vrnjena Ruski pravoslavni Cerkvi in spremenjena nazaj za prvotni namen.
Bližnji inštitut Smolni je poimenovan po samostanu.
Ime Smolni izhaja iz lokacije. V zgodnjih dneh Sankt Peterburga kraj na robu mesta, kjer je so pridobivali smolo  za uporabo v ladjedelništvu in vzdrževanju. Kot rezultat tega so lokaliteto poimenovali smolny - kraj smole.
- Model cerkve Smoln
- Model samostana Smolni